# روابط ارمنستان و صربستان
روابط ارمنستان و صربستان (انگلیسی: Armenia–Serbia relations) از زمان جمهوری فدرال یوگسلاوی در ۱۴ ژانویه ۱۹۹۳ برقرار شد. هر دو کشور عضو سازمان ملل متحد، شورای اروپا، سازمان امنیت و همکاری در اروپا، مشارکت ناتو برای صلح، صندوق بین‌المللی پول و بانک بین‌المللی بازسازی و توسعه هستند.